# Merkausen
Merkausen im Oberbergischen Kreis ist eine von 51 Ortschaften der Stadt Wiehl im Regierungsbezirk Köln in Nordrhein-Westfalen. 

## Lage und Beschreibung
Der Ort liegt zwischen den  Orten Alferzhagen im Westen und Marienhagen im Süden und ist in Luftlinie rund 6 km nordöstlich vom Stadtzentrum von Wiehl entfernt an der Kreisstraße K 57. Merkausen liegt nördlich der Bundesautobahn 4.

## Geschichte

### Erstnennung
Unter dem Namen Merrekusen wurde der Ort als „Homburger Grenzweistum“ 1464 das erste Mal urkundlich erwähnt. Weitere Nennungen gibt es in der A. Mercator-Karte von 1575 als Merickhausen sowie in den Homburger Futterhaferzetteln von 1580 als Merigkaussenn.

## Freizeit

### Vereinswesen
- MGV Alferzhagen-Merkausen
- Verein für Gartenkultur und Ortsgestaltung
- Interessensgemeinschaften
- Umweltpiraten
- Skatclubs
- Evangelisches Freizeitheim Wiehl-Merkausen

## Besonderheiten
- Obstwiesen mit 800 Obstbäumen
- Öffnung eines kanalisierten Bachlaufes
- Garten für Kinder, in dem diese selbst herumexperimentieren können

## WettbewerbUnser Dorf hat Zukunft
Im landesweit ausgetragenen Wettbewerb Unser Dorf hat Zukunft (bis 1997 unter dem Titel Unser Dorf soll schöner werden) hat Merkausen bereits viele Preise erhalten:
- Kreiswettbewerb 1985/86/88   1. Platz
- Kreiswettbewerb 1990  2. Platz
- Kreiswettbewerb 1992/96/99 1. Platz
- Landeswettbewerb 1993/95  Bronze
- Kreiswettbewerb 2002  1. Platz
- Landeswettbewerb 2003 Silber
- Kreiswettbewerb 2005 1. Platz